# 维莱·西伦
维莱·西伦（芬蘭語：Ville Sirén，1964年2月11日—），芬兰男子冰球运动员。他曾代表芬兰国家队参加1984年和1992年冬季奥林匹克运动会冰球比赛，分别获得第六名和第七名。